# إدارة بريمو دي ريفيرا المدنية

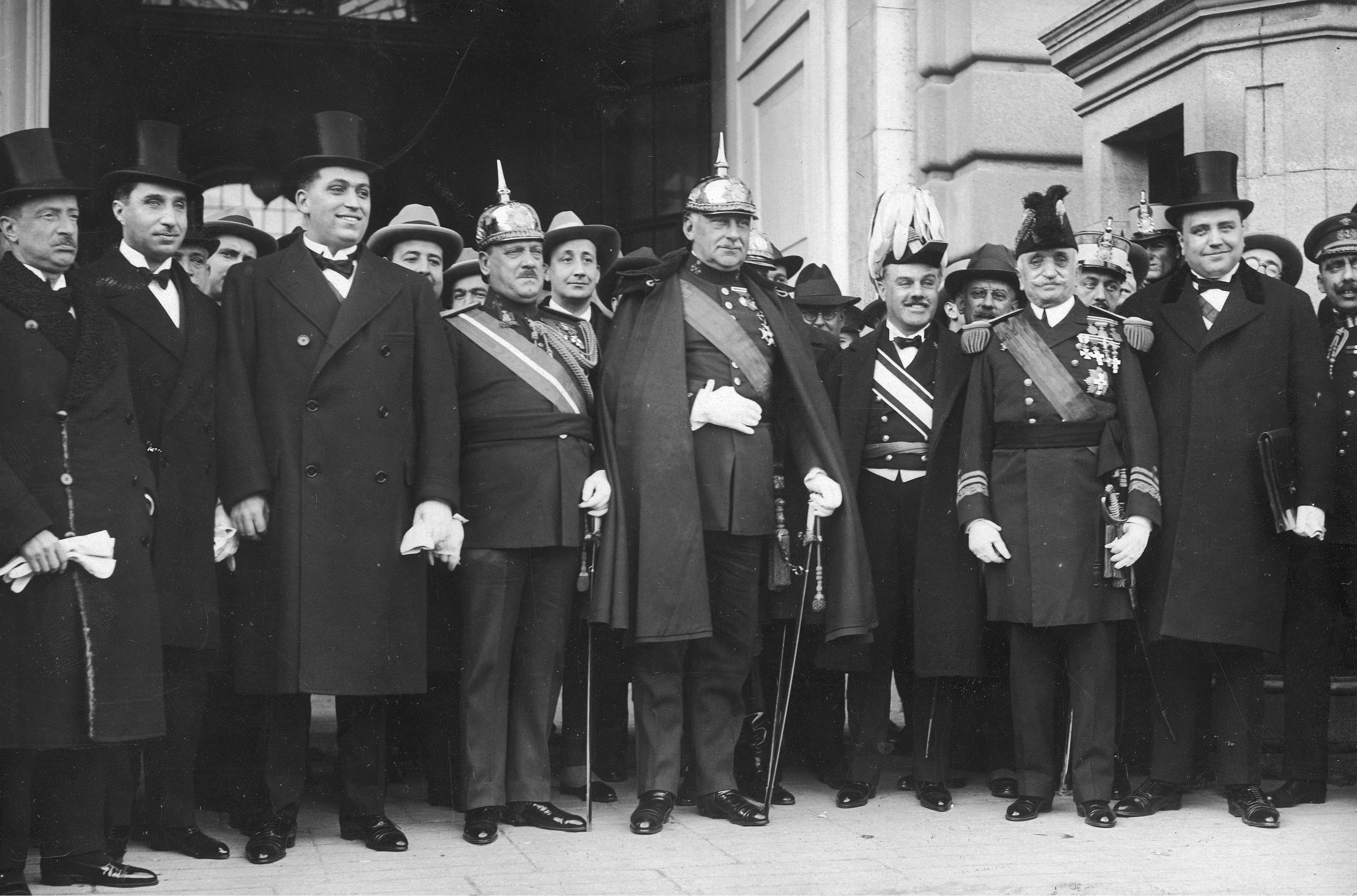
أعضاء الإدارة المدنية

الإدارة المدنية هي الفترة الثانية والأخيرة من ديكتاتورية بريمو دي ريفيرا في إسبانيا. تم تسميتها بعد الاسم الذي أعطته لها الحكومة التي عينها ميغيل بريمو دي ريفيرا في ديسمبر 1925 والتي حلت محل الإدارة العسكرية التي احتفظت بالسلطة بعد نجاح انقلاب بريمو دي ريفيرا في سبتمبر 1923. الغرض من ذلك هو هدف الدكتاتور بتثبيت نظامه «بفضل إنشاء قاعدة دعم مدنية». لكن مشروع المؤسسة فشل، وقدم بريمو دي ريفيرا الاستقالة إلى الملك ألفونسو الثالث عشر الذي سحب دعمه أيضًا في يناير 1930، وأفسح المجال أمام دكتاتورية داماسو بيرينجور.

## نشاة الإدارة المدنية
ووفقا للمؤرخ إدواردو غونزاليس كاليخا: بعد حل البرلمان في نوفمبر 1923، أصبح من المؤكد في يناير 1924 أن فكرة الحكم الدكتاتوري مؤقتة وستبطل في بضعة أشهر. ولكن بعد الانتهاء من المشكلة المغربية في أبريل 1925 فكر بريمو في خلق نظام حكم جديد. واتخذ قرارا بعد نجاح إنزال الحسيمة بتشكيل مايعرف بالإدارة المدنية. وأشار المؤرخ لويس باريو:"ساعدت ازدياد شعبية بريمو بعد نجاحه بفك معضلة المغرب بأن يتقدم خطوة إلى الأمام في استمرارية نظامه، وإعادة الجيش إلى ثكناته لتأخذ المرحلة المدنية من إدارته مجراها. وشكل بريمو دي ريفيرا في 3 ديسمبر 1925 الحكومة المدنية الأولى، والتي هي برئاسته، أما أعضاء الحكومة فنصفهم من العسكر والنصف الآخر مدنيين. كان المدنيون ينتمون إلى الاتحاد الوطني الذين لهم فكر الاستبداد المؤسسي. ولكن مع ذلك فإن القرارات المتعلقة بالقضايا السياسية البحتة لا يناقشها بريمو دي ريفيرا إلا مع وزير الداخلية الجنرال مارتينيز أنيدو.
وخلال عرضه للحكومة ولقطع التكهنات المتزايدة من قطاعات مختلفة عن الحاجة إلى حل دستوري، أعلن بريمو عزمه في تجميد الدستور وعدم الدعوة إلى الانتخابات". وكان الهدف الذي حدده بريمو دي ريفيرا للإدارة المدنية الجديدة هو خلق التحول الاقتصادي وإعداد القوانين التي بعد فترة زمنية معقولة قد استعادت طبيعتها القانونية، لتوجه وتحكم الحياة السياسية الإسبانية في المستقبل. وهكذا فمع تشكيل الإدارة المدنية فإن بريمو دي ريفيرا أكد على استعداده بالبقاء في السلطة إلى أجل غير مسمى، ولم يحدد أي مسار دقيق للخروج من النظام الديكتاتوري.

## فشل الطابع المؤسساتي للنظام

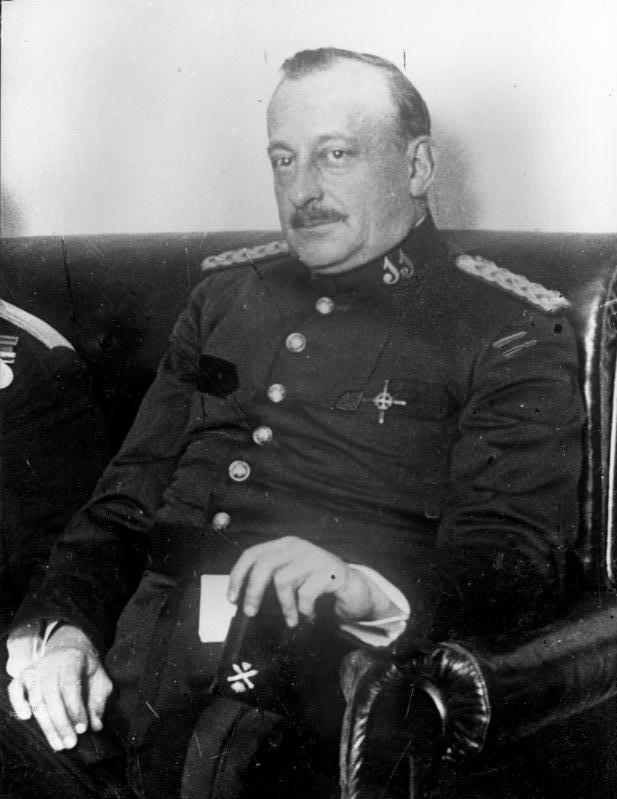
الجنرال ميغيل بريمو دي ريفيرا.

كانت الخطوة الأولى نحو إضفاء الطابع المؤسساتي للنظام في أبريل 1924 هو تأسيس للاتحاد الوطني «الأحادي الحزب» والخطوة الثانية هي تشكيل الإدارة المدنية الخاصة به. أما الخطوات التالية فكانت إنشاء منظمة الشركات الوطنية، ودعوة المجلس الاستشاري الوطني المسؤول عن إعداد مشروع الدستور الجديد.
وفقا لإدواردو غونزاليس كاليخا:«انعقاد المجلس الاستشاري الوطني في سبتمبر 1927 وصياغة الدستور الجديد شكل قطيعة نهائية بين الديكتاتورية والنظام البرلماني الذي علق مؤقتا قبل أربع سنوات. ومنذ ذلك الحين رفض الاتحاد الوطني المثل العليا لدستور 1876 واختار تنفيذ النظام التعاوني، مما أبرز عدائها للسياسة ومناهضتها للبرلمان ومناهضتها للدين والمركزية».

### منظمة الشركات الوطنية وتعاونها مع اتحاد العمال العام
وفقا للمؤرخ إدواردو غونزاليز كاليخا: حاولت الديكتاتورية أن تأخذ مسارًا وسطًا بين حرية تكوين الجمعيات وشمولية النقابة الوحيدة الإلزامية. ولهذا الغرض شرع بريمو دي ريفيرا في إزالة النقابات الطبقية واستبدالها بـ «النقابة العمالية» بوظائف الرعاية المجردة والتعليم والانضباط للمنتسبين أنفسهم وهي حلقة الوصل لانتخاب ممثلي العمال في اللجان المشتركة للشركات من مختلف الحرف والمهن المقترحة. وأعرب بريمو دي ريفيرا بوضوح بعد أيام من انقلابه العسكري:«نعم لجمعيات العمال لأغراض الثقافة والحماية وتبادل المنافع والمصالح وحتى السياسة الصحية، ولكن لا للمقاومة والصراع بالإنتاج».
جاء ذروة هذه العملية في نوفمبر 1926 مع إنشاء منظمة الشركات الوطنية التي كان هدفها النهائي وفقا للويس باريو هو ضمان السلام الاجتماعي من خلال سياسة التدخل في دنيا العمل (ما يسميه «التعاونية الاجتماعية»). تألف المكتب المركزي للضمان الاجتماعي من اللجنة الأولى التي شكلتها اللجان المشتركة؛ الثانية شكلتها اللجان الإقليمية المختلطة، وأخيرا اللجنة الثالثة التي شكلتها المجالس التعاونية التابعة لكل تجارة. وكان تمثيل أرباب العمل والعمال متساوٍ - في كل خطوة من الخطوات. وكان الجزء الأساسي لمنظمة الشركات الوطنية هو اللجان المحلية المشتركة التي كان هدفها الأساسي هو «تنظيم الحياة المهنية ومجموعات المهنيين».
عرض بريمو دي ريفيرا أن يكون تمثيل الطبقة العاملة في المنظمة الوطنية OCN للاتحاد الاشتراكي أي اتحاد العمال العام (UGT)، مما تسبب في انقسام داخلها بين أنصار التعاون مع الديكتاتورية والمعارضين لذلك. فانتصر انصار التعاون واندمج الاشتراكيون في مجالس العمال، وبرر اتحاد العمال العام UGT انضمامه إلى OCN بحجة أن منظمة الشركات الوطنية OCN لم تقيد الحق في الإضراب وأنها تحترم ديمقراطية انتخاب ممثلي العمال في اللجان المشتركة. في OCN احتل الاتحاد الاشتراكي حوالي 60٪ من تمثيل العمال في اللجان المشتركة ونسبة أعلى من ذلك في المناصب العليا. ومع ذلك فإن الزيادة في الشركات التابعة لل UGT كانت فقط 10٪، أي من 211,000 سنة 1924 إلى 235,000 في 1928 -وازداد PSOE من 8000 عضوا سنة 1924 إلى ما يقرب من 13,000 في 1929-.
قلل نظام اللجان المشتركة بشدة الاضطرابات العمالية، ولكن في السنتين الأخيرتين من الديكتاتورية ومع تدهور الوضع الاقتصادي عادت الإضرابات إلى الظهور. كان رد النظام هو اللجوء إلى القمع كما في حالة إضراب عمال بناء إشبيلية من 7 إلى 18 أغسطس 1928، حيث هدد الحاكم المدني المضربين بنفيهم إذا لم يعودوا إلى العمل. فأضحى اتحاد العمال العام UGT ضحية ازدياد القمع. حيث أغلقت الحكومة 93 مركز لها. ثم بدأ أرباب العمل -واتحاد التجارة الحرة- في 1928 صراحة باتهام اللجان المشتركة ومنظمة الشركات الوطنية بتبعيتها للدولة ومركزيتها. ومع نهاية العام كانت منظمات الأعمال اظهرت انتقاداتها ضدّ اللجان المشتركة ودعت إلى حله أو على الأقل إصلاحها بحيث كانت مقتصرة على أعمال التوفيق والتحكيم فقط، وتوقفت عن أعمال التشريع بشأن علاقات العمل وظروف العمل. وبذا كانت منظمة الشركات الوطنية OCN قد خسرت بشكل قاطع دعم الطبقات المحافظة التي رأت في رعاية بريمو دي ريفيرا لها تهديد مباشر لمصالحهم، كما قال إدواردو غونزاليس كاليخا.

### الاتحاد الوطني الإسباني

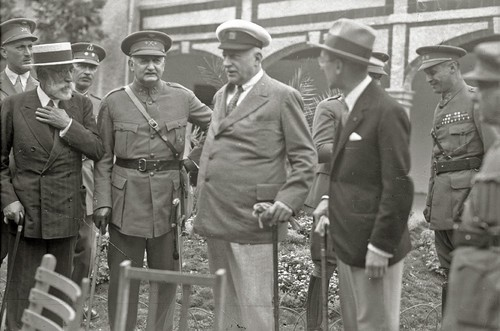
الجنرال ميغيل بريمو دي ريفيرا، في الوسط بلباس مدني وقبعة بحار في سان سيباستيان سنة 1927.

في يوليو 1926 عُقدت الجمعية الاهلية للاتحادات الوطنية في مدريد حيث تمت الموافقة على النظام الأساسي للحزب وانتخاب أعضاء أجهزتها، فالاتحاد لم يتجهز منذ تأسيسه سنة 1924 بأي هيكلة تمكنه من تجاوز نطاق المقاطعات. تم الموافقة على تعيين بريمو دي ريفيرا رئيسا للإتحاد وطني وتعيين مجلس إدارة وطني، «تقليد أعمى من المجلس الأعلى للفاشية» كما ذكر إدواردو غونزاليس كاليخا. وتألف الاتحاد من الرئيس ونائبه والأمين العام وتعيين 50 من رؤساء المقاطعات للاتحاد و21 شخص تعيين مباشر من بريمو دي ريفيرا. لكن الحقيقة هي أنه لم يجتمع مجلس الاتحاد إلا مرة واحدة فقط في أكتوبر 1927. وعلى المستوى الإقليمي والمحلي أعيد صياغة نفس الهيكل برئيس إقليمي أو محلي ومعه مجلس استشاري، وهو الذي يختار نصف أعضائه، وفي الواقع كان أولئك الذين أشرفوا على التنظيم الإقليمي الاتحاد الوطني الإسباني للمحافظين هم الحكام المدنيون الذين يعينون رئيس اللجنة والرؤساء المحليين.
وبعدها بأقل من سنة، أي في فبراير 1927 أمر بريمو دي ريفيرا الحكام المدنيين وثلثهم أعضاء في الاتحاد لتعيين أعضاء اللجان upetistas في مكاتب بمباني بلدية المدن والمجالس الإقليمية. وكان خوسيه كالفو سوتيلو أحد ابرز أعضاء الإدارة المدنية ينظر بعدم الثقة للاتحاد. وقد أعاد إدواردو أونوس إلى الأذهان تلك "النبرة الرمادية في أفضل أجزاءها، والغموض في باقي الأجزاء التي كان مهلكة للحزب الوحيد وهو الاتحاد الوطني، لأنها ضمت أعضاء كثر من الأحزاب الحاكمة السابقة التي أخرجت من السلطة فانضموا إلى المعسكر المنتصر، فالشيء الوحيد الذي كان يهمهم هو أن يكونوا دائما في القمة.
لا توجد معلومات موثوقة حول عدد الأعضاء. فقد زعمت مصادر حزب الاتحاد الوطني في سنة 1927 أن عدد منتسبيها بلغ 1,319,428 شخصًا مسجلين على القوائم، ومنذ ذلك التاريخ انخفض حتى وصل إلى مابين 600,000-700,000 نهاية 1929. ووفقاً لغونزاليس كاليخا فإن الحقيقة الواضحة عن "صورة الترحيب الحار الذي حظي به مشروع تعبئة الرئيسي بين السكان الأسبان هو التوزيع المتواضع لصحيفة النظام والاتحاد المسماة "La Nación" (50,000 نسخة في سنة 1927).
منذ ذلك الحين أصبح الاتحاد أداة دعاية للنظام ومستعد للامتثال لأوامر رئيسها الوطني مثل المظاهرة الضخمة التي جرت في مدريد في 13 سبتمبر 1928 لاثبات دعمها. وفي فبراير 1929 حولها بريمو دي ريفيرا إلى منظمة شبه عسكرية في الدفاع عن النظام بالتعاون مع السوماتين حيث شكلا معا الرابطة الوطنية. وعندما تعرض مشروع الدستور الذي تم تقديمه في يوليو 1929 للرفض نظم الاتحاد حملة في جميع أنحاء إسبانيا في دفاعه - وشمل التهجم على دستور 1876 - كان أبرز ذلك هي المسيرة العظيمة التي أقيمت في السينما الكبرى في مدريد في منتصف سبتمبر من تلك السنة.

### تعبئة وتأطير الجماهير

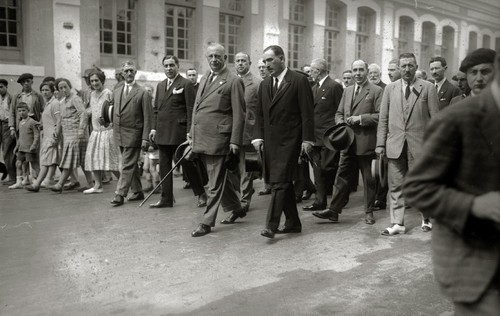
الجنرال ميغيل بريمو دي ريفيرا بلباس مدني يسير في شوارع رينتيريا سنة 1928

سلط إدواردو غونزاليس كاليخا الضوء أن الدكتاتورية الإسبانية مارست الدعاية الجماعية لأول مرة في أوروبا مابين الحربين مبينا أنها اقتربت من كونها أول برنامج رئيسي شامل للتأميم الجماهير في تاريخ إسبانيا المعاصر. فالنظام الحاكم فهم منذ البداية أن التلاعب أو توجيه مطالبات الجماهير [الذين يريدون دخول الحياة السياسية] هي مهمة أساسية لإبقاءه في السلطة. لكن تلك التعبئة كانت بعيدة عن ممارسة الجماهير للفاشية بسبب الوجود القوي للمؤسسات التقليدية مثل الكنيسة والجيش وقيمهما الدينية والتقليدية، ولكن كان هناك أيضا حضور «لهاجس شبه رسمي» كما أسماه كاليخا وهو:«خلق إنسان جديد وكادح ولاعيب فيه وشهم وبصحة جيدة، كما سعى النظام إلى إقامة برنامجه خلال الثكنات والكنائس والمدارس المنتشرة، أو من خلال التدريب المدني أو شبه العسكري». من ناحية أخرى ووفقا لنفس المؤرخ:"ليس هناك ازعاج من التأثير الذي مارسه هذا التجنيد للتعبئة الوطنية على الطقوس القومية، فالبخور والثكنات المعطرة صنعت ديكتاتورية فرانكو بعد أقل من عقد من الزمان".
اعتمد الاتحاد الوطني (UP) لإغاثة الدكتاتور بتعبئة الجماهير على صيغة المظاهرات الوطنية الكبيرة وبالتعاون مع أجهزة الدولة، وذلك بالتركيز على قادة الاتحاد الوطني الإقليميين في مدريد ورؤساء البلديات في جميع أنحاء البلاد في تنظيمهم مظاهرات مثل التي جرت في سنة 1924 ردا على نشر فيثينتي بلاسكو إيبانييث كتابه منددا بالدكتاتورية والنظام الملكي وأسماه «كشف قناع ألفونسو الثالث عشر».
ربما أهم حدث وطني كان في 13 سبتمبر 1928. في الذكرى الخامسة لانقلاب بريمو دي ريفيرا. حيث أرسل الديكتاتور تعميما وجهه إلى الاتحادات الوطنية لعمل مظاهرة كبيرة في مدريد «لإثبات ماهو الاتحاد الوطني الإسباني، وصنع مقارنة بين صورة النظام القديم المحرجة مع مايعرضه النظام الحالي من نجاح في العديد من المفاهيم.» وقد سبقه مسيرات إلى مجالس البلديات يوم 8 سبتمبر ومظاهرات في عواصم المحافظات في اليوم التالي، بالإضافة إلى إنشاء معارض ثقافية وفولكلورية وأعمال دعائية مختلفة«لإبداء الإعجاب والامتنان والحماس لسلفادور إسبانيا». وفي 13 سبتمبر بدأت المواكب الصباحية بالترتيب الأبجدي تمثل مجموعات من المحافظات مرتدية الأزياء التقليدية ويرافقها فرق موسيقية أمام المنصة الواقعة بجوار مبنى وزارة التربية والتعليم الذي افتتح حديثا في شارع الكالا في مدريد، وترأس الحفل بريمو دي ريفيرا ويرافقه سفراء إيطاليا والبرتغال. بعد ذلك حضر نحو 100,000 شخص إلى بلازا دي أورينت حيث استعرضت فوقها الطائرات وفي المساء جرت مصارعة الثيران.

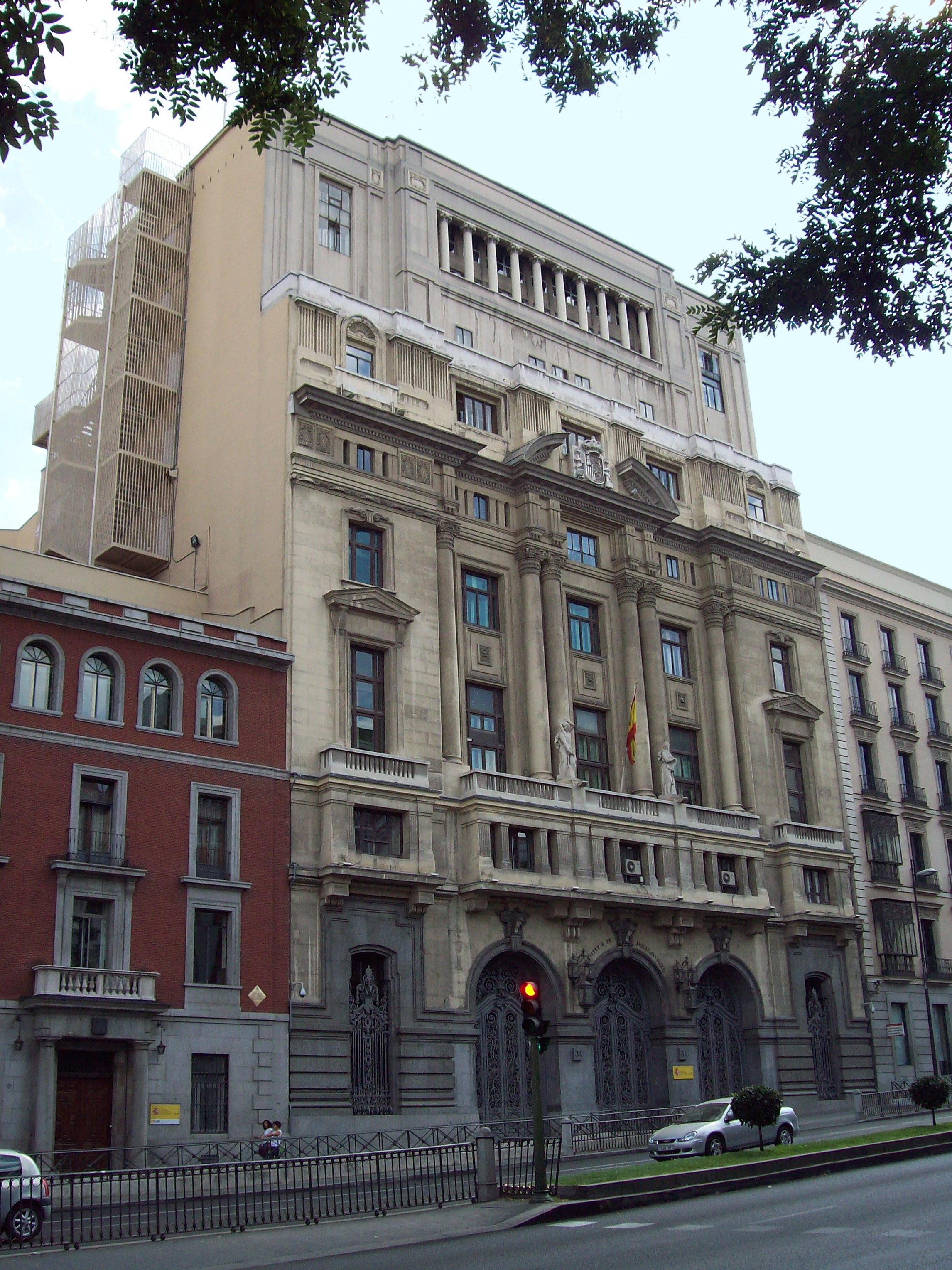
واجهة مبنى وزارة التعليم العام والفنون الجميلة في إسبانيا، افتتح مؤخرا حيث تم تركيب الرواق في العرض "الوطني" يوم 13 سبتمبر 1928.

أما الأداة الأخرى التي استخدمت لتلقين الجماهير فكانت الاحتفالات الوطنية التي ينظمها ممثلي الحكومة -جميعهم من الجيش-. فخلال مهرجان دي لارازا كُرِّمت قوات أفريقيا وأقسم المجندون يمين الولاء ومنح البركة لعلم السوماتين، وأيضا نظم ممثلي الحكومة مهرجان يوم الشجرة حيث المؤتمرات الوطنية التي تروج فيها فضائل وتقاليد الهسبان مثل واجب الدفاع عن الوطن وتبجيل رأس الدولة واحترام السلطة وحب الطبيعة والالتزام بدفع الضرائب، حسب إدواردو غونزاليس كاليخا. رسميا أقيمت تلك المؤتمرات في يناير 1926 وكانت في أيام الآحاد -كما في تجمعات الأحد raduni domenicali في إيطاليا الفاشية- في قاعات مباني البلديات، ومن أهدافها زرع الأفكار الأخلاقية والوطنية في أذهان الفلاحين المتواضعة. ولتلقين الأطفال في المدارس ألف الكابتن تيودورو دي إرادير مؤسس كشافة إسبانيا كتاب «التعليم المسيحي للمواطن» بهدف اكمال تحسين القومية الإسبانية بممارسة وتعليم الوطنية للشباب وتعليمهم بتحويل العادات والممارسات، وافهامهم أن الأجيال الجديدة يجب أن تمنح طاقاتها المعنوية والمادية لبناء مستقبل البلد. وقد أرسل الكتاب إلى جميع مدارس إسبانيا مصحوبا بكتاب الجمباز.
ولتلقين الشباب التدريب العسكري قبل قيامهم بالخدمة العسكرية أنشئ «مكتب خدمات التربية البدنية للمواطنة وماقبل العسكرية» (SNEFCP) في يناير 1929. وكان هدفه الأساسي هو عسكرة المجتمع المدني من خلال خلق مواطن جديد تحكمه القيم العسكرية. أما الهدف الآخر فكان توجيه الشباب لتمجيد وحب الوطن وجعلهم فخورين بأنهم إسبان. وهذا المكتب (SNEFCP) هو المسؤول عن تدريس الواجبات المدنية وتدريب ماقبل الخدمة العسكرية والنشاطات الرياضية للشباب من سن 19. ويدير المكتب جهات قضائية ويرأسه ضابط عسكري ويساعده رقيب. والمكتب مسؤول عن توجيه برامج التدريب والتعليم ماقبل العسكرية وتنظيم المؤتمرات الوطنية حول القضايا السياسية.
وقد أصدرت الحكومة الدكتاتورية تعليمات إلى البلديات ومجالس المدن بتوفير المرافق وميادين الرماية وقاعات رياضية إلى مكتب SNEFCP وعمل الدعاية اللازمة لها. إلا أن العديد من رؤساء البلديات ردوا بأنهم يفتقرون إلى الأموال اللازمة لتلبية الطلب، فاضطرت الديكتاتورية إلى القيام بتلك الأنشطة تحت قيادة مدربين عسكريين من ضابط ورقيب. واستمرت أنشطة مكتب SNEFCP حتى يناير 1931، فتوقفت أنشطته بعد عام واحد من سقوط ديكتاتورية بريمو دي ريفيرا حيث أوقفتها الجمهورية الإسبانية الثانية.

### الجمعية الاستشارية الوطنية
أصدرت قيادة الاتحاد الوطني في 4 سبتمبر 1926 بيانا تطلب فيها تزامنا مع «الذكرى السنوية الثالثة للانقلاب مجيد» إجراء استفتاء بحيث تكون هناك فرصة للتعبير عن الرأي عما إذا كان من الملائم تنظيم جمعية وطنية عليا تسهم في حكم الدولة. عُقدت المشاورات بين 11 و 13 سبتمبر دون أي ضمانات، حيث امتلئت الكراسي بأعضاء الاتحاد الوطني من الرجال والنساء فوق 18 الذين شاركوا ولكن لم يصوتوا، إلا أنهم وقعوا على السجل الداعم للدكتاتور. ووقع على السجل أكثر من نصف السكان (7,478,502 من 13,110,897)
ثم أعلن بريمو دي ريفيرا في نفس اليوم أي 13 سبتمبر 1926 في بيان رسمي تحدث فيه عن إنشاء برلمان مهمته الرئيسية هي "تحضير مشروع برلماني وتقديمه إلى الحكومة في فترة ثلاث سنوات، واكمال التشريعات العامة في ذات الوقت، ويجب أن تخضع إلى جميع الآراء الصادقة للرأي العام، وفي الجزء المناسب. وسلط الضوء على مشروع من القوانين الدستورية. ومع الانتهاء من الاستفتاء غير الرسمي سعى بريمو دي ريفيرا إلى إثبات أن لديه الدعم الشعبي، وبالتالي ضغط على الملك لقبول اقتراحه بعقد مجلس شورى ليس المنتخب. وقد امتنع الملك ألفونسو الثالث عشر لعام كامل. ولكنه وقع في سبتمبر 1927 على دعوة الجمعية الاستشارية الوطنية. ويجب ألا تكون برلمانًا ولن تقوم بالتشريعات الدستورية وليست لها صفة السيادة. وبالأحرى فهي هيئة معلومات ونقاش واستشارة عامة متعاونة مع الحكومة ويجب أن تشرع خلال فترة ثلاث سنوات مسودة برلمانية وتشريعاتها.
كانت الجمعية الاستشارية الوطنية عبارة عن مجلس تعاوني، اعتمد بالكامل على السلطة التنفيذية، مع وجود أعضاء معينين من مجالس المدن ومجالس المقاطعات والاتحاد الوطني وأجهزة الدولة وإداريين بارزين والجيش والقضاء والكنيسة إلى جانب ممثلين من العمال والتجارة والثقافة والفنون وغيرها من أنشطة الحكومة، ويقصد بذلك أن يكون تعبيرا عن نموذج التمثيل الثلاثي -الإدارة والمجتمع والحزب- التي كان لها جذور في التعاونية الكلاسيكية ومن الفاشية الإيطالية.
وأتى رفض الاشتراكيين المشاركة في الجمعية بانتكاسة كبيرة لمشروع بريمو دي ريفيرا. وكذلك لم ترسل الجامعات أي ممثل لها بسبب معارضتها المتزايدة للنظام. ووفقا لإدواردو غونزاليس كاليخا: مع إنشاء المجلس الاستشاري ألغى ت صورة الديكتاتورية بأنه نظام مؤقت، وفتح الطريق لإنشاء نظام استبدادي ذات طبيعة تصفية بحتة، والتي انتقلت من كونها حالة استثناء وقتية لتصبح هيئة مهمتها تصفية النظام الليبرالي-البرلماني.
ضمنت اللوائح الداخلية رقابة حكومية صارمة على الجمعية، حيث أن الحكومة هي التي تحدد جدول أعمال اللجان من خلال مكتب المجلس، وتعيِّن مواضيع النقاش. فعندما توافق اللجنة على موضوع ما فإن رئيس الجمعية يردها إلى الحكومة التي تقرر أن تدرجها للنقاش في جلسة عامة -التي اقتصرت على أربع جلسات في الشهر- أو إذا كان من المناسب التصويت في نفس الوقت. بالرغم من ذلك فقد تمت مناقشة بعض القضايا ذات الصلة، مثل مشروع قانون العقوبات الجديد أو إصلاح الدراسات الجامعية. وبالإضافة إلى ذلك فإن الجمعية لا تمارس وظيفة الرقابة الحكومية، وبعض الانتقادات التي وقعت لا تصل إلى الرأي العام بسبب الرقابة الصارمة التي تمنع الإعلام من ذكر الأمور البرلمانية.

### مسودة دستور إسبانيا 1929
ظهر انقسام واضح في مناقشات القسم الأول بين أولئك الذين دافعوا على الحفاظ على جزء من دستور 1876 بحجة أنه لا يمكن الاستغناء عن روح انعدام الوزن الأساسية لضمان حقوق المواطنين والأداء الطبيعي للقوى أمام اليمينيين المتطرفين الذين أدركوا أن الإصلاح الدستوري يجب أن يمتد أيضًا إلى موضوع تلك الحقوق لإقراره، والأسباب التي جعلتهم يعارضون وضع دستور جديد تماما. أما مؤيدي الخيار الثاني فكان منهم خوسيه ماريا بيمان الذي يعتبر أحد الأيديولوجيين الرئيسيين في الديكتاتورية، والموريون برئاسة غابرييل مورا غامازو وأنطونيو غويكوتشيا.
وكان بريمو دي ريفيرا أيضا يرغب بصياغة دستور جديد دون اعتبار لدستور 1876 الذي استند على مبدأ نقله من الفاشية، واعتمد على «سيادة الدولة» بدلا من المبدأ الليبرالي للسيادة الوطنية والفكر المحافظ-الليبرالي للسيادة المشتركة بين الملك وكورتيس الذي استند على دستور 1876. واعتبر الجيش أيضا ذراع الدولة ووضعه فوق الكورتيس. بمجلس واحد وينتخب بالاقتراع الجماعي. وإن الاتحاد الوطني هو الحزب الوحيد في النظام الجديد.
فرض رأي الحزب الموري بدعم من بريمو دي ريفيرا على القسم الأول، ووضعت مسودة جديدة بالكامل للدستور. وأُعلن عن المسودة الدستورية النهائية في 5 يوليو 1929، وفي اليوم التالي تمت قراءتها في الجلسة العامة. وفي اللحظة التي ظهر المشروع للعلن أطلق الدستوري الشهير ماريانو غوميز عليه اسم خطاب منح وشدد على أنه شوه تماما تاريخ إسبانيا الدستوري. فاجتمع المحافظين والليبراليين والاشتراكيين والجمهوريين في رفضهم المشروع رفضا قاطعا، وتعرضت الجمعية الاستشارية الوطنية أيضا إلى انتقادات. في الواقع لم يُرضِ المشروع أحدا ولا حتى بريمو دي ريفيرا نفسه نظرا للصلاحيات الواسعة التي منحت لمجلس المملكة وقبل كل شيء للملك ذاته على حساب الحكومة ورئيسها. وفي 13 سبتمبر 1929 في الذكرى السادسة للانقلاب أعلن بريمو دي ريفيرا عن تحفظاته حول مشروع الدستور لافتا إلى أنه «خلل في توازن القوى» لصالح التاج ومجلس المملكة.
لذلك توقف تقديم مشروع المسودة بالكامل بعد بضعة أشهر، بحيث ركز النقاش السياسي حول افتتاح حقبة تأسيسية حقيقية كما أشار جينوفيفا غارسيا، وفي نهاية المطاف تدمرت الديكتاتورية بصيغتها السياسية الحالية بسبب عدم قدرتها على إيجاد صيغة مؤسساتية مختلفة. فالفشل السريع لمشروع المسودة ترك الحكومة في حالة موت، إلى جانب تراكم المشاكل السياسية والأزمة المالية التي عجلت بهزيمة النظام.

## السياسات التي طبقتها الإدارة المدنية

### السياسة التعليمية
استمرت الإدارة المدنية بنفس السياسة التعليمية التي بدأتها الإدارة العسكرية والتي بعد مبادئ التجديد كان لها هدفين: تقليل معدل الأمية العالي وتأميم المدارس. فيما يتعلق بالهدف الأول، فإن نجاح الديكتاتورية لا يمكن إنكاره لأن معدل الأمية انخفض عشر نقاط من 52.35٪ في 1920 إلى 42.33٪ سنة 1930. وكان ذلك بفضل الزيادة في ميزانية وزارة التربية والتعليم. وبلغت النسبة بين 1924 و 1930 حوالي 5.74٪ من الموازنات العامة للدولة، رغم أنها لا تزال بعيدة عن نسبة 11.93٪ المخصصة لوزارة الحرب أو 8.38٪ من النفقات المشابهة في المغرب. فقد سمحت ببناء 8000 مدرسة جديدة استقبلت 300.000 طالب جديد، وازداد عدد معلمي المدارس الابتدائية من 28,924 سنة 1923 إلى 34,680 في 1930، على الرغم من أن رواتبهم ظلت منخفضة للغاية (بين 2500 و 3000 بيزيتا في السنة).
أما مايتعلق بالهدف الثاني وهو تأميم المدارس، فقد صدرت المراسيم والأوامر لضمان تدريس القشتالية وأيضا تعليم الدين الكاثوليكي بالقشتالية. وفي 11 يونيو 1926 كرر مرسوم ملكي بأن المدرسين الذين لايلتزمون التدريس في مدارسهم باللغة الرسمية في المناطق التي تحتفظ بلغة محلية أخرى سيخضعون للمحاسبة، مثل الإيقاف عن العمل ووقف المرتب من شهر إلى ثلاثة أشهر. فإن عادوا إلى نفس السلوك فينقلون إلى مقاطعة أخرى لا تتحدث باللغة الرسمية، ويمكن إغلاق المدارس العامة أو الخاصة مؤقتًا أو بشكل دائم. ومن ناحية أخرى بدأ في سنة 1927 تأسيس الحضور الإلزامي الجماعي للمعلمين والطلبة.
وأما مايتعلق بالتعليم الثانوي فقد استمرت الديكتاتورية بتركه في أيدي الكليات الدينية ولم تقم بأي خطة لبناء معاهد عامة. في أغسطس 1926 أطلق وزير التعليم العام الكاثوليكي إدواردو كاليخو دي لا كوستا خطة إصلاح المعاهد العليا، التي كانت مستجداتها الرئيسية هي الثقل الكبير للتعليم العلمي التقني وموضوع تاريخ إسبانيا والتعليم الإلزامي للدين. ارتفع عدد الطلاب بنسبة 20٪ بسبب التحسن الاقتصادي لأسر الطبقة الوسطى.
وشهد عدد طلاب الجامعات نمواً مذهلاً بحيث تضاعف بين سنتي 1923 و 1930، وانتقل مايقرب من 27,000 إلى حوالي 60,000 طالب للدراسة في الجامعات، ثلثهم في جامعة مدريد المركزية - في يونيو 1929 بدأ العمل في المدينة الجامعية الجديدة-. في 19 مايو 1928 نشرت صحيفة «جاسيتا دي مدريد» قانون بمرسوم ملكي بتحسين التدريس الجامعي. شمل «إصلاح كاليخو» الذي اعترف بمركزين للتعليم العالي الخاص الموجود آنذاك في إسبانيا وكلاهما مملوكان للكنيسة - الأوغسطينيون في إل إسكوريال وجامعة ديوستو- مما أطلق موجة من الاحتجاجات الطلابية في الجامعات، والتي لم تكن ترضيهم حتى عندما ألغى بريمو دي ريفيرا المرسوم لأنها استمرت حتى سقوط الديكتاتورية في يناير 1930 ثم الملكية في أبريل 1931.

### السياسة الدينية
كانت سياسة الدكتاتورية هي تقوية الأخلاق الكنسية على المجتمع، حيث دعمت كلا من «العصبة ضد اللاأخلاق» و«الرابطة الوطنية للدفاع عن رجال الدين». فأسست في منتصف 1927 مجالس المواطنين والتي من مهامتها تطوير حملات أخلاقية تهدف إلى قمع التجديف وإدمان الكحول والدعارة، وكذلك تأكيد يوم الأحد هو يوم راحة. فحظر بعض احتفالات الكرنفالية، وجمع المنشورات المناهضة للدين والتعاميم ضد تدنيس الأعياد والفجور ضد الأخلاق خلق جوا من التزمت التطهيري، فالمواطن الوطني الجيد هو الفاضل الكاثوليكي الذي يدافع دون هوادة عن صورة الكاثوليكية المحتشمة خوفا من سلبية التغيير الاجتماعي، فشكل ذلك سابقة في تاريخ الكاثوليكية القومية لحقبة دكتاتورية فرانكو. كان لوصمة التعاون الكنيسة مع الديكتاتورية عواقب وخيمة عليها بعد انتهاء الدكتاتورية.
كان الصراع الوحيد الذي واجهه بريمو دي ريفيرا مع الكنيسة الكاثوليكية هي معارضة الأساقفة الكاتالونيين، بزعامة مطران طراغونة فرنسيسكو فيدال وأسقف برشلونة جوسيب ميراليس، بسبب أمره الكهنة بالتبشير بالقشتالية. وهكذا فإن قرار بريمو دي ريفيرا بقمع استخدام اللغة الكتالونية حتى في القداس، جعل من رجال الدين الكاتالونية -كما حدث بين رجال الدين الباسك والكنيسة الكتالونية في ظل نظام فرانكو- أبطال للحريات الإقليمية والاستقلال الثقافي.

### السياسة الخارجية

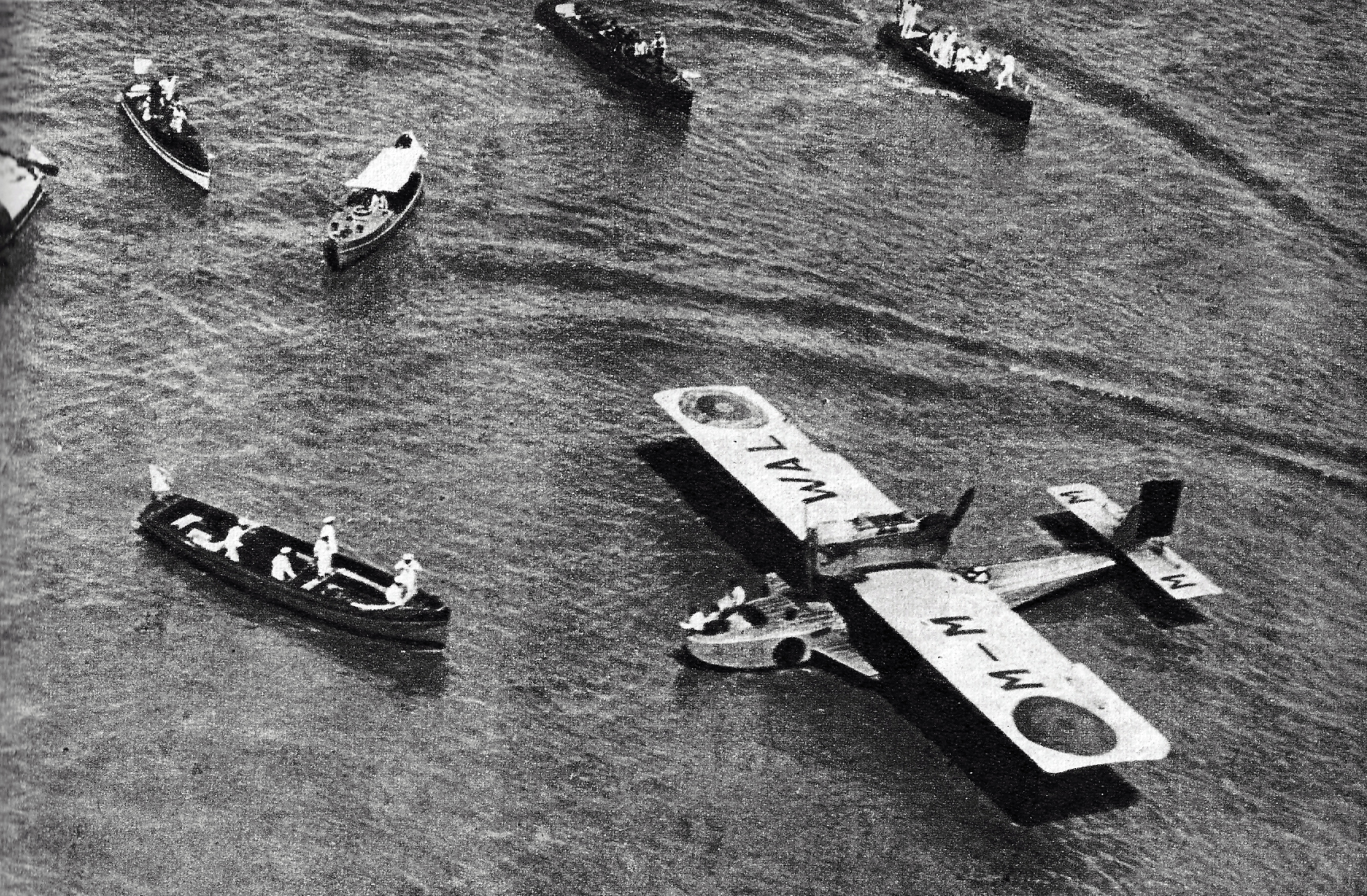
الطائرة المائية بلس الترا في ريو دي لا بلاتا أمام بوينس آيرس (يناير 1926).

دفع نجاح الدكتاتورية في اخماد ثورة الريف بعد إنزال الحسيمة إلى سياسة خارجية أكثر عدوانية. فطالب بريمو دي ريفيرا بدمج مدينة طنجة وهي مدينة مغربية بها جالية إسبانية كبيرة أو ذات أصل إسباني في محمية المغرب الإسبانية. وقد أيد ذلك موسوليني الذي أثار شكوك فرنسا وبريطانيا وهما الضامنين للوضع الدولي لطنجة. وفي الوقت نفسه طالب أيضًا بأن يكون لإسبانيا مركز دائم في مجلس عصبة الأمم وهدد بالانسحاب من المنظمة إذا لم يحصل عليها. لكن بريمو دي ريفيرا لم يحقق أي من الهدفين. أما بالنسبة لطنجة فقد حصلت على بعض التنازلات الإدارية والعسكرية لكن المدينة حافظت على مكانتها الدولية، وبالنسبة لعصبة الأمم كان على بريمو دي ريفيرا أن يقتنع بأن أحد اجتماعاتها قد عقد في مدريد. ومن ناحية أخرى انتهى التقارب بين إيطاليا الفاشية وأسبانيا البدائية توقيع معاهدة صداقة بين البلدين في 7 أغسطس 1926.
فمنذ تأسيسها كانت إسبانيا عضوًا في مجلس عصبة الأمم (SdN). وكانت تنتخب في كل مرة في الجمعية عند تجديد الأعضاء غير الدائمين، لذلك فالمطالب بمنصب عضو دائم له أهمية كبيرة لهيبة الدولة. فأرسل بريمو دي ريفيرا في 2 مارس 1926 خوسيه يانجوس ميسيه إلى جنيف ليشرح لمجلس عصبة الأمم أسباب رغبة بلاده لكنه لم يحقق هدفه. ولإجبار عصبة الأمم على قبول الاقتراح أعاد بريمو دي ريفيرا فتح باب السؤال عن طنجة، وفي 25 أغسطس 1926 طالب بضمها إلى محمية المغرب الإسباني. وكان العرض الذي قدمته فرنسا وبريطانيا العظمى هو جعل أسبانيا عضوا دائما في المجلس بحكم التزامها بإعادة انتخابها الدائم في المراكز غير الدائمة للمجلس. لكن بريمو دي ريفيرا رفض العرض وهدد بمغادرة العصبة لأنه في 4 سبتمبر تم قبول ألمانيا أكبر الخاسرين في الحرب العظمى عضو دائم في المجلس. ومع ذلك لم يتمكن الدكتاتور بتنفيذ تهديده، وفي مارس 1928 عادت إسبانيا إلى أنشطتها في العصبة، حيث أعيد انتخابها للمجلس لمدة ثلاث سنوات أخرى في 10 سبتمبر 1929. وكان الشيء الوحيد الذي حققه بريمو دي ريفيرا هو أن المجلس عصبة الأمم اجتمع في مدريد يوم 6 يونيو 1929، وأن إسبانيا شاركت في إدارة طنجة - تم تعيين رئيس الشرطة منها - ولكن لم يتغير وضع المدينة الدولي.

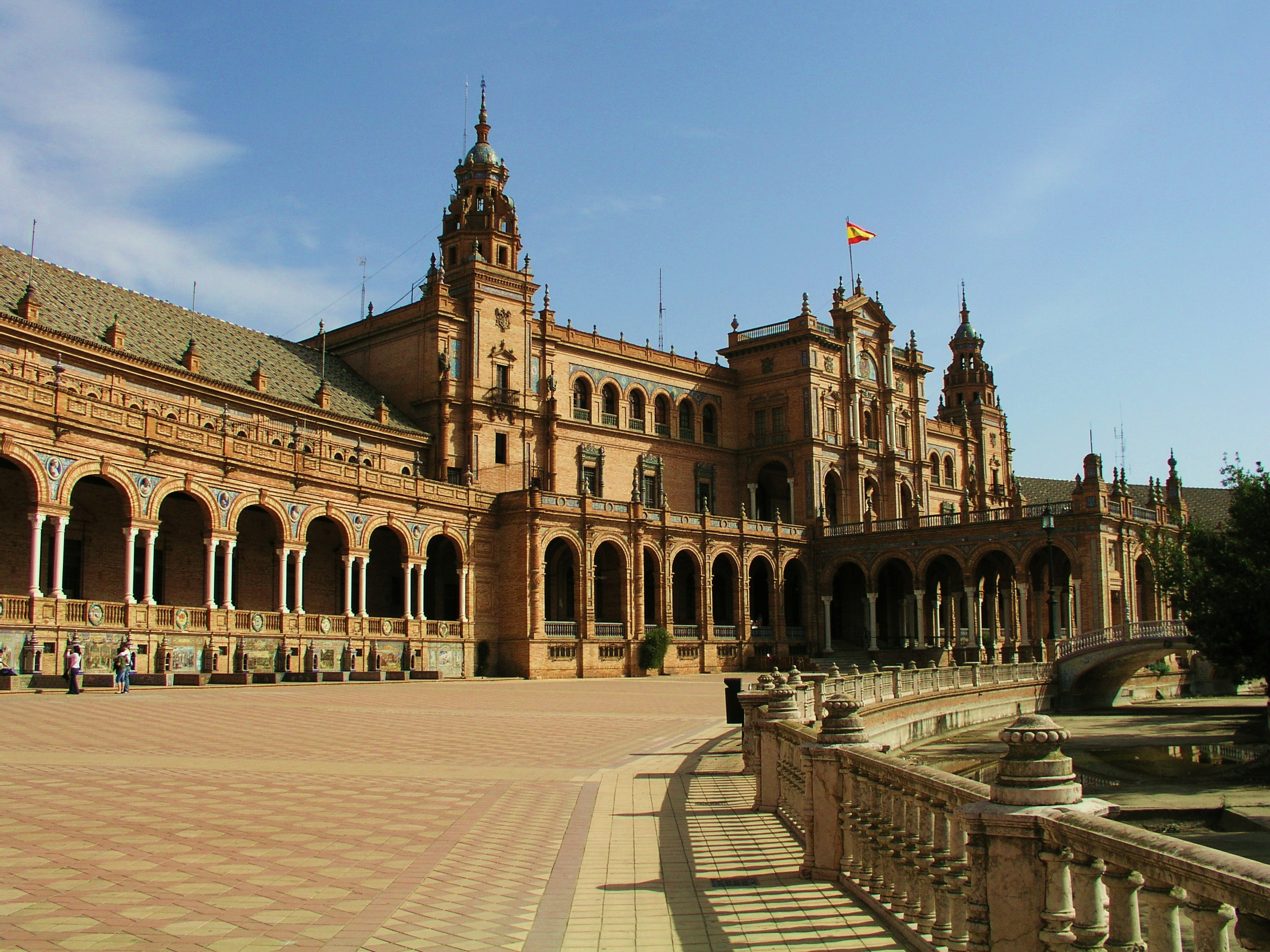
ساحة اسبانيا حيث أقيم المعرض الأيبيري-الأمريكي الدولي في اشبيلية سنة 1929.

هذه الإخفاقات أدت ببريمو دي ريفيرا لإعادة توجيه سياسته الخارجية شرقا نحو دكتاتورية البرتغال -رغب بفتح علاقة معها بعد نجاح انقلابها العسكري 1926 [الإنجليزية] وإقامتها نظامًا مشابهًا لنظام ديكتاتورية دي ريفيرا- وأيضا نحو أمريكا الإسبانية، وهو مصطلح بدأت في توطيده منذ ذلك الحين. لذا قامت الدكتاتورية برعاية رحلة بلس الترا وهي طائرة مائية قادها القائد رامون فرانكو الذي أقلع من قرية بالوس دي لا فرونتيرا في 22 يناير 1926، ووصل في بوينس آيرس بعد يومين بعد توقفه في جزر الكناري وجزر الرأس الأخضر. لعمل هدف مماثل مابين الوطن الأم والجمهوريات الأمريكية افتتح في اشبيلية المعرض الأيبيري-الأمريكي يوم 9 مايو 1929. ومن الأمثلة الأخرى لسياسة هسبانيولا تدشين النصب التذكاري لثيربانتس في ساحة اسبانيا بمدريد العاصمة واستعادة ضريح الملوك الكاثوليك من الكنيسة الملكية في غرناطة.
الهدف إلى تحسين العلاقات مع جمهوريات أمريكا اللاتينية وهي مستعمرات اسبانيا السابقة والتي أعلن بريمو دي ريفيرا بعد انقلابه بوقت قصير في 12 أكتوبر 1923 عن التزامه زيادة ودعم التيارات الحب بين اسبانيا وأمريكا الإسبانية وهذا على أساس أن الأميركيين هم أخوة لنا، فإننا نطمح إلى منحنا نفس الشعور. ووفقا لإدواردو غونزاليس كاليخا:"عمليا أكد بريمو مع التيار المحافظ للهسبان-الأمريكيين المرتبط بالتجديد: فالهسبانية المحافظة التي أبقت على الكاثوليكية باعتبارها الجوهر الأساسي للعلاقات الأمريكية من أصل اسباني، لذلك فقد أعطيت لتلك العلاقات الأولوية في القضايا الروحية والثقافية على القضايا الاقتصادية والسياسية".
وخلص كاليخا إلى أن واقعيا حقق نهج الديكتاتورية في شبه القارة الأميركية وظيفة مزدوجة تمثلت في تهدئة الرأي العام عن مشاكل المغرب وصرف الانتباه عن تكميم الصحافة".

### السياسة الاقتصادية

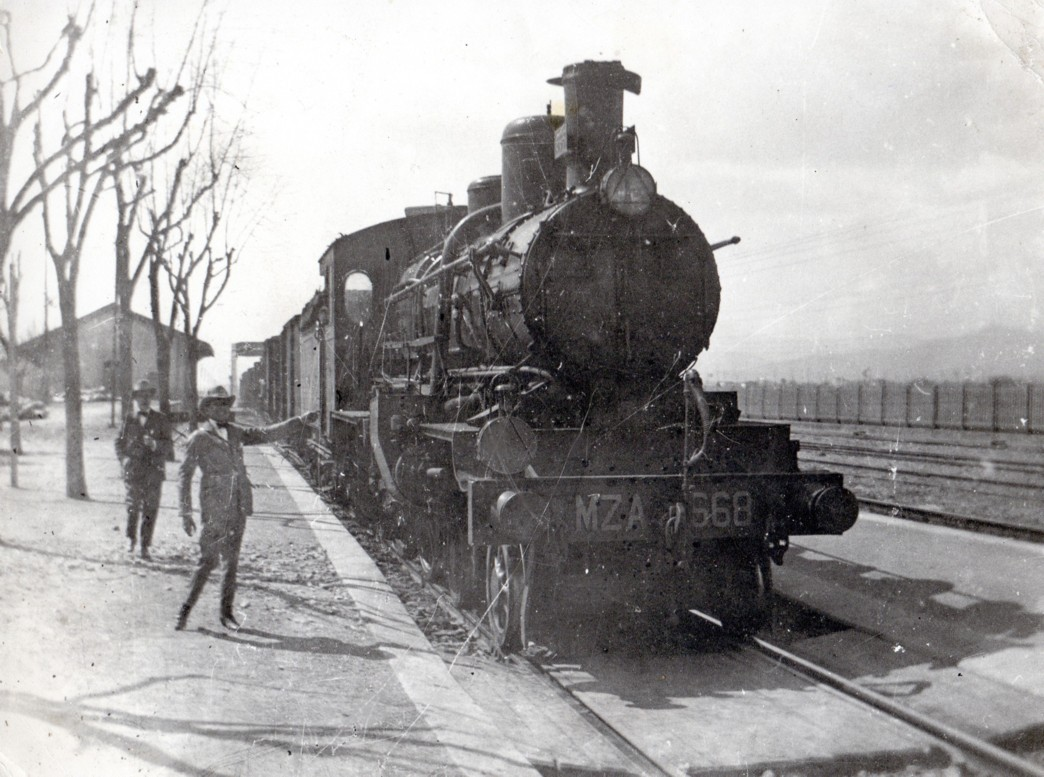
قاطرة MZA إحدى أقوى القاطرات في زمانها. كان التوسع والتحديث في شبكة النقل الإسباني أحد نقاط القوة في ديكتاتورية بريمو دي ريفيرا.

ركزت الدكتاتورية في الترويج على إنجازاتها الاقتصادية، لكن الحقيقة هي أن النمو الاقتصادي الملحوظ الذي حدث في تلك السنوات كان له علاقة كبيرة بالوضع الدولي المواتي أو ماسمي بالعشرينات السعيدة [الإنجليزية]. استندت سياستها الاقتصادية إلى تدخل الدولة القوي من خلال هيئاتها مثل المجلس الاقتصادي الوطني الذي أنشئ سنة 1924 (لايمكن إقامة أي صناعة جديدة بدون موافقة المجلس)، ومن انجازاتها في النزعة الحمائية للإنتاج الوطني في شهر يونيو 1927 إنشاء شركة كامبسا CAMPSA، وشركة تليفونيكا التي تمتلك شركة ITT الأمريكية معظم أسهمها. ولكن بدا بعد ذلك واضحا زيادة تدخل الدكتاتورية في السياسة الاقتصادية للأشغال العامة، من محطات المياه - التي تم إنشاء الاتحادات الهيدروغرافية من أجل استغلالها الكامل (الطاقة والري والنقل) - إلى الطرق (تأسست سنة 1926 الدائرة الوطنية للإشارات الخاصة التي أنشأت 7000 كيلومتر من الطرق) والسكك الحديدية. وبدأ أيضا وصول الكهرباء إلى المناطق الريفية. وفي الواقع فإن النزعة القومية الاقتصادية المتطرفة والتدخل والخوف من المنافسة هي من المبادئ التقليدية للسياسة الاقتصادية في إسبانيا، وقد غذاها بريمو دي ريفيرا حتى وصلت في سنوات حكمه في أقصى حالاتها.

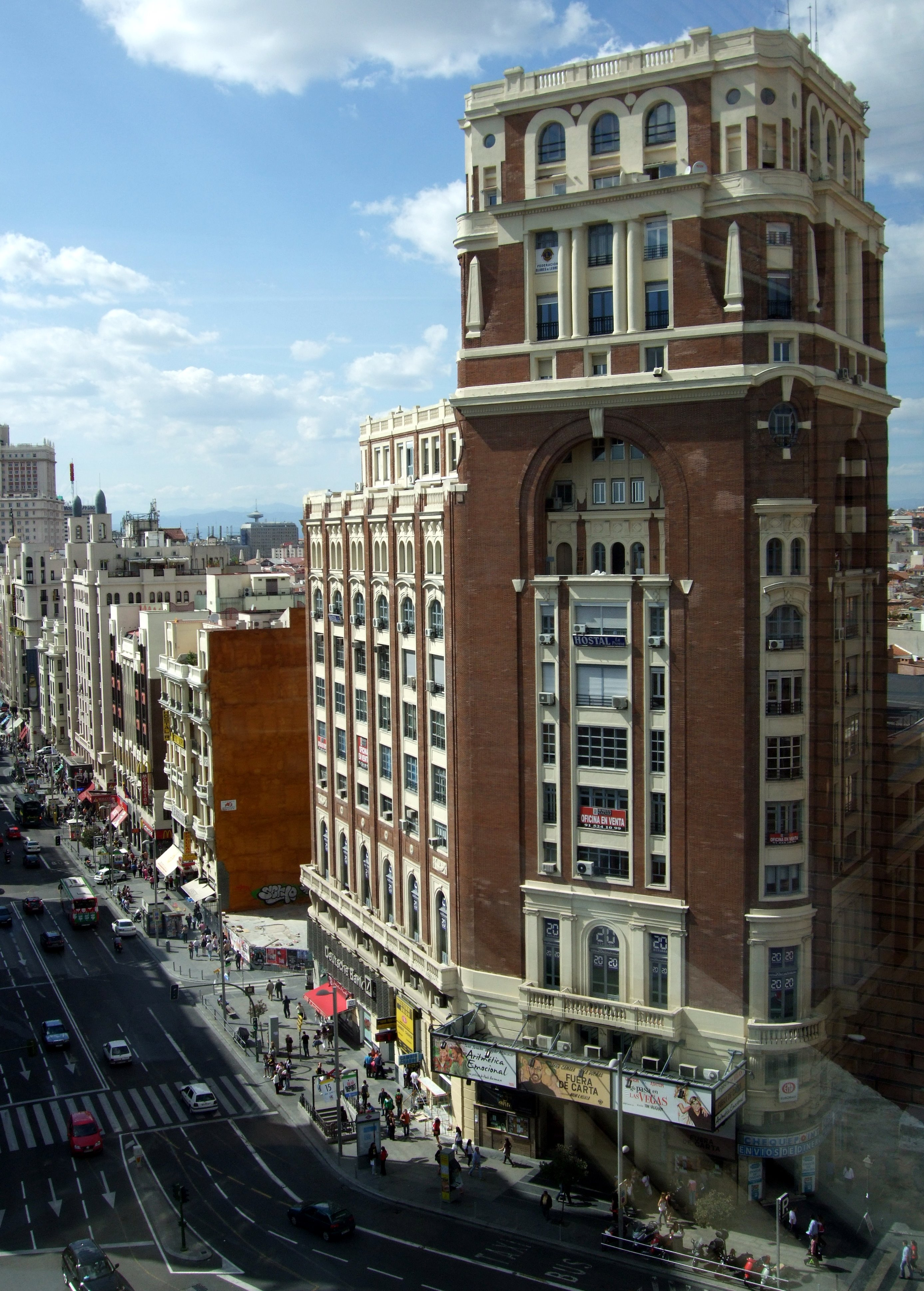
مبنى قصر الصحافة في الشارع الكبير (Gran Vía) في مدريد افتتح سنة 1929

ولأنه لم يتم وضع أي إصلاح ضريبي لزيادة الإيرادات كي تغطي الزيادة الكبيرة في الإنفاق العام بسبب السياسة التدخل الاقتصادي للديكتاتورية، لذا كان لابد من اللجوء إلى إصدار سندات الدين خارجية وداخلية قوية، مما عرض استقرار البيزيتا للخطر.
إحدى النقاط الرئيسية في الترويج للدكتاتورية كان بتمكنها من استعادة قيمة البيزيتا، وكان انخفاض قيمة العملة أحد الأسباب لتبرير الانقلاب. فعندما وصل بريمو دي ريفيرا إلى السلطة، كان سعر البيزيتا أمام الدولار هو 7,50 بيزيتا، وفي السنة التالية ارتفعت قيمة العملة الإسبانية أمام الدولار والجنيه الإسترليني. وفي 1927 وصل سعر الصرف أمام الدولار 5,18 بيزيتا. ولكن المشكلة أن رفع قيمة البيزيتا كان مصطنعًا إلى حدٍ كبير لأنه يرجع أساسًا إلى حركات مضاربة رأس المال الأجنبي الذي جذبته أسعار الفائدة المرتفعة والتوقعات بصعود للعملة. من ناحية أخرى نبه قطاع التصدير الذي يقوده الصناعيين الكتالونيين الذين احتجوا على أن صعود البيزيتا أعاق المبيعات في الخارج. واتهم فرانسيسك كامبو الحكومة بتشجيع المضاربة على العملة.
وبدءا من سنة 1928 غيرت المضاربات اتجاهها وبدأ رأس المال الأجنبي في مغادرة البلاد، وبدأ الانخفاض التدريجي لقيمة البيزيتا مدفوعًا بالشكوك حول امكانية النظام بالاستمرار وعجز ميزانية الدولة المرتفع، والذي تجاوز 1000 مليون بيزيتا في 1928. فبرنامج الأشغال العامة الذي كان آخر الإنجازات التي أبرزتها الدكتاتورية كان تمويله من خلال إصدار سندات الدين العام، حيث أن إيرادات الدولة لم ترتفع لعدم وجود إصلاح ضريبي جديد. وكان رد وزير المالية خوسيه كالفو سوتيلو على انخفاض العملة في يونيو 1928 هو إنشاء لجنة لمنع التغييرات حيث كان لديها صندوق بقيمة 500 مليون بيزيتا لنقابة مصرفية للتدخل في سوق لندن لدعم البيزيتا. ولكن سرعان ما تبين أن هذا الإجراء غير كاف، فألقى كالفو سوتيلو اللوم بفقدان قيمة البيزيتا على أعداء نظام. تم الاتفاق على ما يلي في ديسمبر 1928 برفع نصف نقطة في سعر الفائدة ولكنها لم تنجح، ولم تنجح أيضا محاولة تقييد الواردات لتقليص العجز في الميزان التجاري.
وفي أكتوبر 1929 علقت لجنة منع التغييرات. فقد أنفقت جميع ال 500 مليون بيزيتا من أموالها ولم تتمكن من ايقاف هبوط البيزيتا مقابل الدولار والجنيه الاسترليني. وفي الشهر التالي تقرر معالجة إحدى أهم المشاكل الأساسية: ارتفاع العجز المالي وانهاء الميزانية الاستثنائية، فجهاز المحاسبة الذي وضعه كالفو سوتيلو قد ابتكر زيادة في الإنفاق العام دون أن يكون هناك ذلك زيادة في العجز، ولكنه استمر برفض خفض قيمة البيزيتا، لأنه اعتبر ذلك عمل غير وطني إلى جانب أنه اعتراف ضمني بضعف سلطة الدكتاتورية. فكان البديل له هو طلب قرض جديد بقيمة 350 مليون بيزيتا وجب أن تدفعها المصارف الاسبانية والثقة. وقد غطت الرأسمالية الاسبانية الوطنية هذه المسألة، ولكن القرض لم يحقق المطلوب وفشل فشلا ذريعا. وبعد فشل سياسته النقدية استقال كالفو سوتيلو في 21 يناير 1930، قبل أيام قليلة من استقالة بريمو دي ريفيرا.

### السياسة الاجتماعية
عين بريمو دي ريفيرا في سنة 1924 إدواردو أونيوس، العضو السابق في الرابطة الإقليمية منصب وكيل وزارة العمل لتنظيم النظام العمالي الجديد للشركات التي توجت بانشاء منظمة الشركات الوطنية في نوفمبر 1926، وتطوير سلسلة من التدابير الاجتماعية. وبالرغم من أنه خلال فترة الإدارة العسكرية قد أصدرت قرارات أولية -من بينها خطة بناء منازل رخيصة- وبرزت خلال الإدارة المدنية عندما تم اعتماد معظمها. في يوليو 1926 تم تأسيس صندوق إعانات للأسر الكبيرة من العمال والمسؤولين، وتنظيم تقاعد العمال وتنظيم العمل المنزلي. وفي شهر ديسمبر من ذلك العام، تمت الموافقة على قانون اجازة يوم الأحد وتمت الموافقة على التدابير التالية ضد العمل الليلي للمرأة. في سنة 1928 صدر الإعفاء من ضريبة الدخل في الأجور التي تقل عن 8.5 بيزيتا وفي مارس 1929 أدرجت النساء الحوامل في التأمين. طوال هذه السنوات ازداد عدد المستفيدين من التقاعد للعاملين ثلاث مرات من 1,212,633 سنة 1923 إلى 4,017,882 سنة 1930 وذلك بفضل الزيادة الكبيرة في التمويل من مؤسسة التأمين الوطني -وصلت معاشات التقاعد من 20 مليون في سنة 1922 إلى 292 مليون في سنة 1930-.

## سقوط الدكتاتورية (1930-1931)

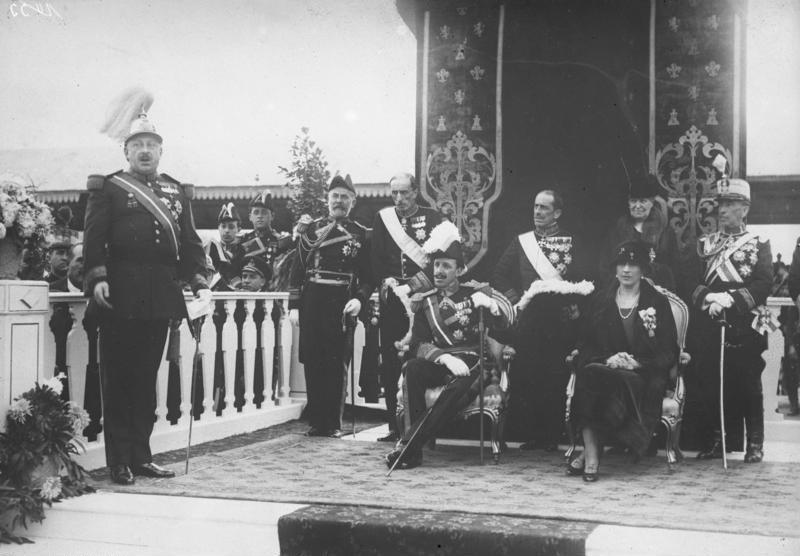
صورة لبريمو دي ريفيرا يلقي خطابًا أمام الأسرة الملكية الإسبانية بمناسبة الذكرى الخامسة والعشرين لتتويج ألفونسو الثالث عشر.

كانت القطاعات الاجتماعية والسياسية التي قدمت دعمها في البداية للدكتاتورية وشكلت ماسمي بتحالف 1923 قد بدأت بالانسحاب: فظهرت القوميات الهامشية بعد فشل الدكتاتورية بوعدها بالعمل على اللامركزية وحلت الكومنولث الكاتالوني. وبدأت الهيئات الحرفية والتجارية بالسخط من ازدياد نفوذ اتحاد العمال العام (UGT) داخل الوسط العمالي. وأيضا تخلت القطاعات الفكرية والجامعات عن «توقعاتهم الخيرية»، وخاب أملهم من التجددية المحافظة. ولاحظت الجماعات الليبرالية الاجتماعية والسياسية المتنوعة كيف أن الديكتاتورية بدأت بالاستماتة في السلطة وكسرت وعدا بأن تكون نظامًا مؤقتًا؛ وقد أدى ضعف الدعم الاجتماعي والسياسي التدريجي أن يعيد الملك النظر بأن هناك بعض الخطورة على التاج إذا استمر مرتبطا بالدكتاتور.
كانت هناك محاولتان انقلابيتان للإطاحة بريمو دي ريفيرا من السلطة والعودة إلى النظام الدستوري. وعرفت الأولى باسم سانخواندا لأنه كان مقررا لها يوم 24 يونيو 1926. أما محاولة الانقلاب الثانية فكانت في يناير 1929 في فالنسيا وبطلها الرئيسي هو السياسي المحافظ خوسيه سانشيز غيرا. وفي الأخيرة كان لسلاح المدفعية دور بارز. وظهرت أيضا مؤامرة برات ديمولو، وهي محاولة فاشلة لغزو إسبانيا من روسيون التي خطط لها الزعيم الوطني والعسكري السابق الكاتالوني فرانسيسك ماسيا وحزبه دولة كتالونيا، وبالتعاون مع الكاتالونيين من الاتحاد الوطني للعمل.
بينما كانت الدكتاتورية تفقد الدعم ازدادت جماعات المعارضة قوة. فتمكن السياسي المحافظ خوسيه سانشيز غيرا أحد أبرز سياسيي أحزاب تداول السلطة من النظام القديم من مواجهة الدكتاتورية، الذي خرج من إسبانيا غضبان من تشكيل الجمعية الاستشارية الوطنية، وشارك بعدها في محاولة الانقلاب في يناير 1929 . وهناك ساسة اخرون ذهبوا أبعد من ذلك، وأعلنوا بوضوح انضمامهم للمعسكر الجمهوري، مثل نيسيتو ألكالا زامورا وميغيل مورا غامازو اللذان أسسا اليمين الجمهوري الليبرالي. من ناحية أخرى، تمكن الجمهوريين من تعزيز موقفهم باتحادهم مع مجموعة العمل الجمهوري الجديد بزعامة مانويل أثانيا وشكلوا التحالف الجمهوري الذي ظهر في فبراير 1926، في ذكرى أول جمهورية إسبانية.
في مواجهة الخسارة التدريجية للدعم الاجتماعي والسياسي ونمو القطاعات المعارضة للديكتاتورية والتي أضيف إليها العامل الشخصي (تفاقم مرض السكري الذي يعاني منه)، سعى بريمو دي ريفيرا إلى تعزيز موقعه أمام التاج وطلب دعما مباشرا من الجيش (الدعامة الأخرى التي استندت إليها سلطته) وأرسل إليهم رسالة طالبا دعم للاستمرار. لكن جاء رد القبطان العام فاتراً جداً، لذا قدم استقالته للملك في 28 يناير 1930، وتم قبولها حسب القانون. عين ألفونسو الثالث عشر -الملك بدون دستور لست سنوات- الجنرال داماسو بيرينغير [رئيس حرس الملك العسكري آنذاك] رئيساً للحكومة بهدف العودة إلى الأوضاع الدستورية الطبيعية.